# Litsea micrantha
Litsea micrantha är en lagerväxtart som beskrevs av Elmer Drew Merrill. Litsea micrantha ingår i släktet Litsea och familjen lagerväxter. Inga underarter finns listade i Catalogue of Life.